# نساء وندسور (فلم 1992)
نساء وندسور (بالإنجليزية: The Women of Windsor) فيلم تلفزيوني بريطاني، انتج عام 1992 عن قصة سارة فيرغسون زوجة الأمير أندرو دوق يورك و ديانا سبنسر .